# Культобе
Культобе (крим. Kül Töbe, Куль Тёбе) — зникле село в Ленінському районі Автономної Республіки Крим, яке розташовувалося на північному сході району та Керченського півострова, біля берега Азовського моря, приблизно в 8 км на північний схід від сучасного села Золоте.

## Історія
Перша документальна згадка села зустрічається в Камеральному Описі Криму … 1784 року, судячи з якого, в останній період Кримського ханства Келтепе входив в Дін Керченський кадилик Кефінського каймаканства. Після анексії Криму Росією (8) 19 квітня 1783 року, (8) 19 лютого 1784 року іменним указом Катерини II сенату, на території колишнього Кримського Ханства була утворена Таврійська область і село була приписана до Левкопольского, а після ліквідації в 1787 році Левкопольского — до Феодосійського повіту Таврійської області. Після Павловських реформ, з 1796 по 1802 рік, входила до Акмечетського повіту Новоросійської губернії. За новим адміністративним поділом, після створення 8 (20) жовтня 1802 року Таврійської губернії, Культобе був включений до складу Акмозької волості Феодосійського повіту.
За Відомостями про кількість селищ, назвах оних, в них дворів … що перебувають у Феодосійському повіті від 14 жовтня 1805 року у селі Култебе значилося 13 дворів і 94 жителя. На військово-топографічній карті генерал-майора Мухіна 1817 роки село Култебе позначена з 20 дворами. Після реформи волосного поділу 1829 року Куль Тобі, згідно «Ведомости про казенних волостях Таврійської губернії 1829 року», віднесли до Чурубаської волості (перейменованої з Аккозької). На карті 1842 року Культепе позначений умовним знаком «мале село», тобто, менше 5 дворів.
У 1860-х роках, після земської реформи Олександра II, село приписали до Сарайминської волості. Згідно «Списку населених місць Таврійської губернії за відомостями 1864 року», складеному за результатами VIII ревізії 1864 року, Куль-Тобі — татарське село з 15 дворами, 56 жителями і мечеттю на березі моря. На триверстовій мапі Шуберта 1865—1876 року в селі Культепе позначено 10 дворів. За «Пам'ятною книгою Таврійської губернії 1889 року», за результатами Х ревізії 1887 року в селах Джайлав і Культебе разом значилося 63 двору і 372 жителя. За «… Пам'ятною книжці Таврійської губернії на 1892 рік» в безземельной селі Культобе, що не входила ні в одне сільське суспільство, значилося 37 жителів, домогосподарств не мають. За «… Пам'ятною книжці Таврійської губернії на 1902 рік» в селі Культобе, яка входила в Ново-Олександрівське сільське товариство, значилося 103 жителя без домогосподарств. У Статистичному довіднику Таврійської губернії (Ч. II-а. Статистичний нарис, випуск п'ятий Феодосійський повіт, 1915 рік), в селі Культобе Сарайминської волості Феодосійського повіту значилося 18 дворів з болгарським населенням в кількості 155 осіб приписних жителів.
Після завоювання Криму більшовиками, за постановою Кримревкому, 25 грудня 1920 року з Феодосійського повіту був виділений Керченський (степовий) повіт, а, постановою ревкому № 206 «Про зміну адміністративних кордонів» від 8 січня 1921 року була скасована волосна система і в складі Керченського повіту був створений Керченський район до якого увійшло село (в 1922 році повіти отримали назву округів). 11 жовтня 1923 року, згідно з постановою ВЦВК, в адміністративний поділ Кримської АРСР були внесені зміни, в результаті яких округи були скасовані і основною адміністративною одиницею став Керченський район, до якого увійшло село. Згідно зі Списком населених пунктів Кримської АРСР по Всесоюзного перепису 17 грудня 1926 року, в селі Культобе, Маяк-Салинської сільради Керченського району, значився 1 двір, населення становило 2 людини, обидва українці. Постановою ВЦВК «Про реорганізацію мережі районів Кримської АРСР» від 30 жовтня 1930 року (за іншим з веденням 15 вересня 1931 року) Керченський район скасували і село включили до складу Ленінського, а з утворенням в 1935 році Маяк-Салинського району (перейменованого 14 грудня 1944 року в Приморський) — до складу нового району. Вже на докладній карті РККА Керченського півострова 1941 року позначені руїни села. Виключено з облікових даних в 1948 році.

### Динаміка чисельності населення
| - 1805 — 94 осіб - 1864 — 56 осіб - 1889 — 372 осіб - 1892 — 37 осіб | - 1902 — 103 осіб - 1915 — 155 осіб - 1926 — 2 осіб |